# Paranam
Paranam este un oraș în partea de nord a statului Surinam, pe Râul Surinam. În 1977 avea o populație de 1.800 de locuitori. S-a dezvoltat în anii '30 ca și sat minier (exploatare de bauxită). În anii 60 aici s-a construit o uzină de aluminiu, care este alimentată cu energie electrică de Barajul Afobaka. Port fluvial.